# 自治城镇
自治城镇（拉丁語：  复数拉丁語：）是古罗马的地方基层组织，始于公元前3世纪罗马征服意大利半岛后所建立的以罗马为盟主的意大利同盟国家，除了一些投降者被当做奴隶对待以外，其他同盟内部被罗马征服的城邦和部落获得了不同程度的自治去权利，即为自治城镇。